# Oxybelis fulgidus
Oxibelis fulgidus és una espècie de serp de la família Colubridae. És de costums arbòria, llarga i prima. Habita en Amèrica Central i el nord d'Amèrica del Sud.